# Nabadwip
Nábadwip (en bengalí: নবদ্বীপ) es una ciudad y un municipio en la ribera del río Ganges, dentro del distrito de Nadia, en el estado indio de Bengala Occidental. También se puede ver escrito Navadwip, Navadvipa o Nabadwip Dham en contextos religiosos (siendo dhama: ‘morada de Dios’, lugar sagrado).
Según el Kshitisha-vamsavali-charita, su nombre en idioma sánscrito era Návaduipa (‘nueve islas’; siendo nava: ‘nueve’ y dvīpa: ‘isla’) y se encuentra en la confluencia del río Bhaguirati con el río Yalangui.

El lugar es famoso porque cerca de aquí, en la aldea de Máiapur, nació y vivió hasta los 24 años el santo bengalí Chaitania (1486-1533).
En el siglo XIX Nabadwip se llamaba Nuddea.
Según escrituras sagradas bengalíes (como el Chaitania-charitamrita, las islas (actualmente inexistentes) se llamaban:
- Antar duip: ‘isla interna’, la sagrada Maiápur
- Simanta duip: ‘isla de la raya del cabello’
- Rudrá duip: ‘isla de [el dios] Rudrá’
- Madhia duip: ‘isla del medio’
- Godruma duip: ‘isla de la vaca [go, por antonomasia la vaca Surabhí] y del árbol druma’
- Ritú duip: ‘isla de las estaciones’
- Yahnú duip: ‘isla de [el sabio] Shajnú’
- Módadruma dwīp: ‘isla de la fragancia del árbol druma’
- Kola dwīp: ‘isla del jabalí’

Hora: IST (UTC +5:30).

Nabadwip se encuentra a una altitud de 14 m s. n. m..

## Demografía
Según el censo de 2001, Nabadwip tenía una población de 115 036 habitantes.
Los individuos de sexo masculino constituyen el 51% de la población y los de sexo femenino el 49%.
Nabadwip tiene una tasa de alfabetismo del 75% (superior a la media nacional, de 59,5%: en el sexo masculino es de 80% y en el sexo femenino es de 70%.
En Nabadwip, el 9% de la población tiene menos de 6 años de edad.